# Ихтиофобия
Ихтиофобия, или страх от риба, може да се отнася към различни културни феномени като страх от ядене на риба или страх от мъртви риби, както и на специфична фобия. Галеофобията (Galeophobia) е подтип на ихтиофобията, насочена специално към един вид риба – акули.